# Osvědčení o registraci vozidla
Osvědčení o registraci vozidla je dokument, který uvádí základní informace o vozidle a jeho vlastníku.
V České republice se Osvědčení o registraci vozidla skládalo od roku 1956 do konce roku 2023 ze dvou částí. Část I. (lidově "malý techničák") a část II. (Technický průkaz). Od roku 2024 platí jen ORV.

## Osvědčení o registraci vozidla - ORV

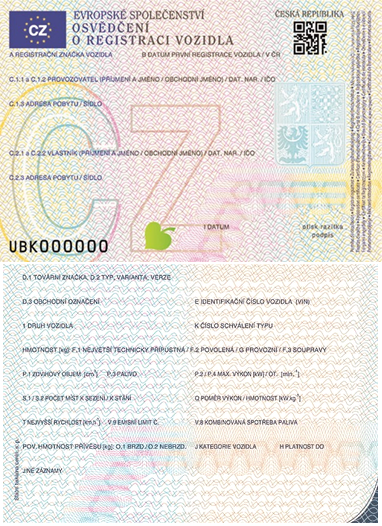
Osvědčení o registraci vozidla

Osvědčení o reg. voz. (ORV). má podobu laminované evidenční karty. ORV obsahuje na lícní straně údaje o provozovateli vozidla a o jeho vlastníku. Rubová strana je vyhrazena technickým parametrům vozidla.
Osvědčení o reg. voz. ("Malý techničák") není nutné mít s sebou v autě. Toto platí na území ČR. Každý stát má podmínky odlišné.

## Osvědčení o registraci vozidla od 01.01.2024
Od 01.01.2024 končí v České republice vydávání Velkého technického průkazu. Nově budou vydávána pouze ORV (Osvědčení o registraci vozidla) neboli také malé technické průkazy.
Detailní informace o vozidle naleznete pouze online a to:
- V mobilní aplikaci: eTechničák, podporuje iOS[3], Android[4].
- Na stránkách MDCR: dataovozidlech.cz[5]
- Když budete chtít prověřit pouze své vlastní vozidlo, které je registrováno na fyzickou osobu nebo fyzickou osobu podnikající tak to lze na Portálu občana nebo Portálu dopravy.
- v komerčních aplikacích[6]

## Osvědčení o registraci vozidla. Část II. (Technický průkaz)[7]
Technický průkaz byl dokument o rozměrech 210mm x 445mm. Technický průkaz obsahoval na lícní straně údaje o provozovateli vozidla a o jeho vlastníku. Rubová strana byla vyhrazena technickým parametrů vozidla.
Vyskytoval se složený jako leporelo. Od roku 2024 již není vydáván a staré velké TP jsou zneplatněny při přeregistraci vozidla.

## Evropský hospodářský prostor
Doklady o registraci vozidel se v Evropském hospodářském prostoru (EU, Island, Lichtenštejnsko a Norsko) řídí směrnicí 1999/37/EC. Na dokladech musí být uveden jeho název ve všech jazycích Evropského společenství.

### Slovensko
Na Slovensku má tento dokument také dvě části. Malý technický průkaz (oficiálně osvedčenie o evidencii, časť I) vydáván od července roku 2010 ve formátu platební karty s čipem. Na okresních ředitelstvích policejního sboru a dopravních inspektorátech se nachází kiosky, které jsou dostupné všem občanům. Po vložení čipové karty jsou dostupné údaje o vozidle. Velký technický průkaz se oficiálně nazývá osvedčenie o evidencii, časť II.